# Purpurbröstad parakit
Purpurbröstad parakit (Purpureicephalus spurius) är en fågel i familjen östpapegojor inom ordningen papegojfåglar.

## Utseende och läte
Purpurbröstad parakit är en medelstor färgglad papegoja. Ovansidan är mörkgrön, undersida purpurfärgad, med rött under stjärten. På huvudet syns en röd hätta och limegröna kinder. Ungfågeln saknar den röda hjässan och är mer färglös undertill. Bland lätena hörs olika gnissliga tjattrande och skriande ljud.

## Utbredning och systematik
Purpurbröstad parakit placeras som enda art i släktet Purpureicephalus. Fågeln förekommer i låglänta områden i sydvästligaste Australien.

## Levnadssätt
Purpurbröstad parakit hittas i eukalyptusskogar. Där använder den sin långa näbb för att komma åt eukalyptusfrön, framför allt från Corymbia calophylla.

## Status och hot
Arten har ett stort utbredningsområde och tros öka i antal. Internationella naturvårdsunionen IUCN listar den därför som livskraftig (LC).

## Bilder

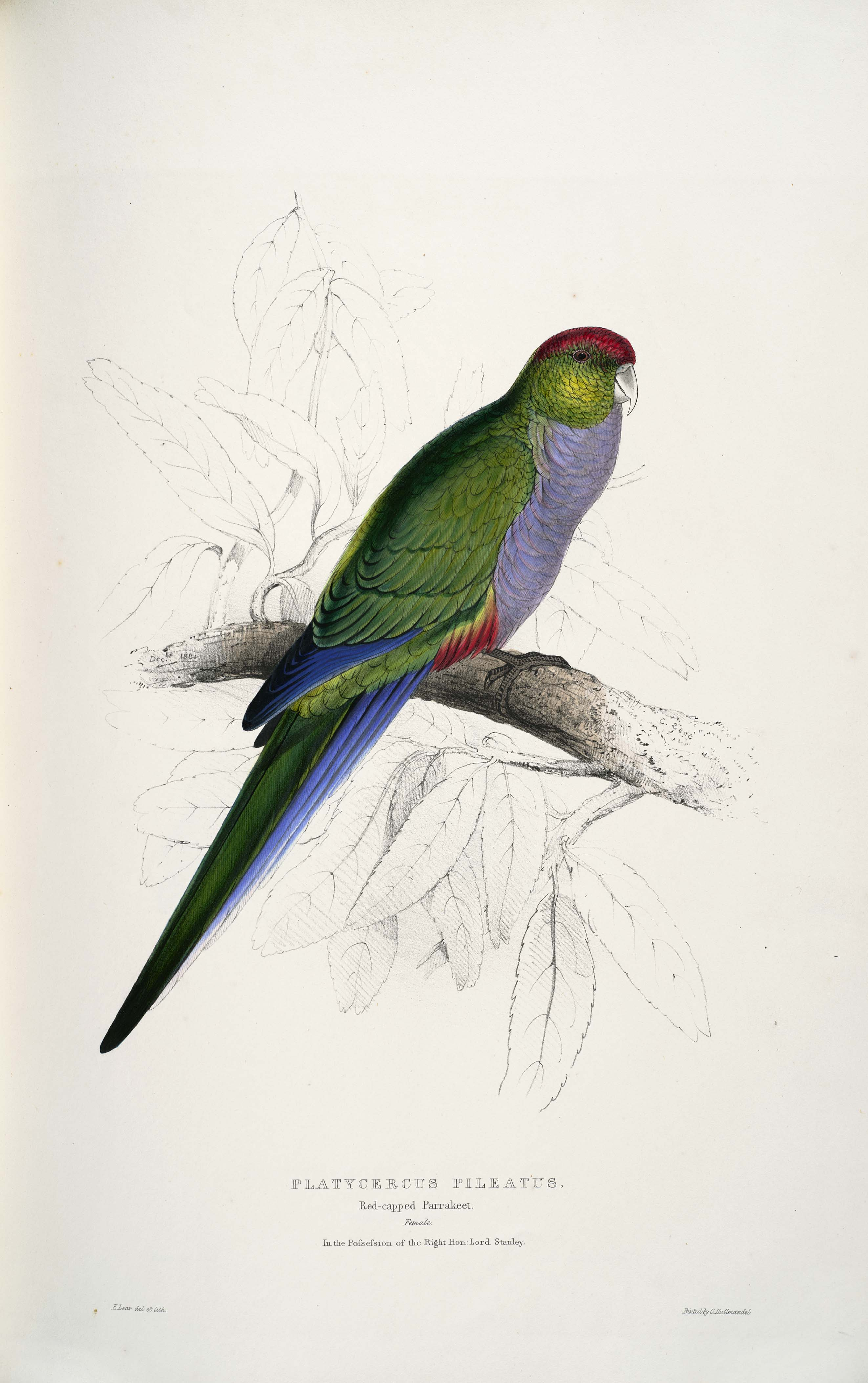
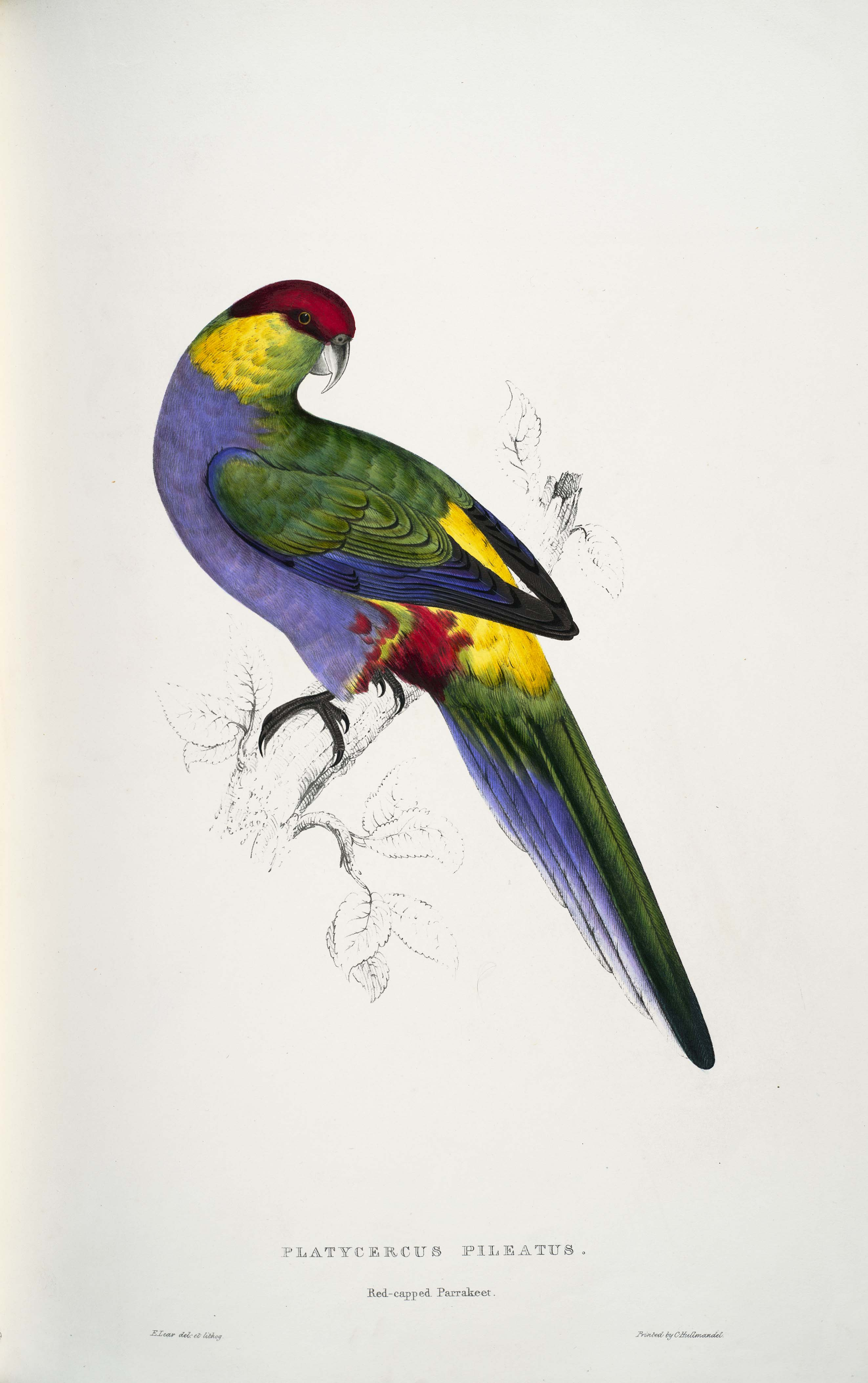